# تورية (حوسبة)
التورية (بالإنجليزية: Steganography)‏ هو فن وعلم كتابة رسائل مخفية بطريقة لا يمكن لأحد، عدا المرسل والمستلم المعني، الشك بوجود الرسالة، وهو نوع من السرية من خلال الغموض. قد تظهر الرسائل المخفاه بشكل آخر: صورة، مقالة صحفية، قائمة تسوق. أول تسجيل لاستخدام هذا المصطلح كان سنة 1499 من قبل يوهانس تريثيموس "Johannes Trithemius"، في مقالته «Steganographia» عن التشفير والكتابة المخفية على صورة كتاب تعاويذ سحرية. وعموماً، فإن الرسائل ستظهر على أنها شيء مغاير كصور أو مقالات أو قوائم بيع أو أشياء أخرى «نص غطاء» "covertext".
التورية في علم البلاغة: كلمةٌ لها معنيان، أحدهما: قريبٌ ظاهر، والآخر: بعيدٌ هو مقصود، نحو:
كلمة (يزيد) تعني الخليفة الأموي، وتعني الفعل المضارع (يزيد) وهو المقصود.
استعمل هذا المصطلح تاريخياً للدلالة على كتابة الرسائل بالحِبْر السِّرّي وعندها تُكتَب الرسالة المخفية بحبر خفي بين السطور المرئية لرسالة خاصة. استُخدم الحبر المخفي قديما لإخفاء الرسائل بحيث تبدو الورقة بيضاء فارغة. تختلف التعمية بالأخفاء عن التشفير في أن الرسالة لاتظهر. بينما الرسالة المشفرة تثير الشبهة وتجذب الانتباه، قد تكون غير أجرامية في البلدان التي تحظر التشفير. لهذا التشفير يحمي المحتوى بينما التعمية بالأخفاء تحمي الرسالة وأطراف التواصل.
إن ميزة التورية على التعمية المجردة، هو أن الرسالة بحد ذاتها لا تجذب الاهتمام. الرسائل المعماة بوضوح، بغض النظر عن قابلية فكها تبدو مريبة؛ وربما يُدان كاتبها في البلدان التي تمنع التعمية
وفي الوقت الذي يحمي التشفير محتوى الرسالة، يمكن للستيغانوغرافي أن يحمي الرسالة وأطراف التراسل معاً.
تشمل التورية الرقمية إخفاء المعلومات في ملفات الحاسوب مثل ملف مستند أو ملف صورة أو ملفات الوسائط المتعددة هي أوساط مثالية للإرسالات المخفية، بسبب كبر حجمها. كمثال بسيط، يمكن لمرسل أن يستخدم صورة غير ملفتة، ويعدل في لون نقطة (pixel) لكل مئة من النقاط، ليقابل حرف أبجدي. سيكون التغيير طفيفا وغير محسوس ومن غير المحتمل اكتشافه بالعين المجردة.

## تعريف
إخفاء المعلومات هو فن وعلم من كتابة الرسائل المخفية بطريقة لا أحد غير المرسل والمتلقي يشتبه في وجود الرسالة، وهو شكل من أشكال الأمن من خلال الغموض. وستيغانوغرافي الكلمة من أصل يوناني وتعني “الكتابة المخفية”. وكان أول استخدام للمصطلح سجلت في 1499 من قبل يوهانس تريثموس في كتابه بعنوان يوهانس تريثيموس، وهو أطروحة عن التشفير وإخفاء المعلومات متنكرا في زي كتاب عن السحر. عموما المثال التقليدي هو رسالة مخبأة بالحبر السري أو غير المرئي بين السطور. الكتابة بالحبر السري كان بداية الكتابة المخفية.

## أصل التسمية
أصل التسمية إغريقية، وتعني الكتابة المخفية، من الكلمة (steganos"،(στεγανός"، ستيغانوس، وتعني المحمي أو المغطى، والكلمة (graphei"،(γραφή"، غرافي، وتعني الكتابة.
بالعربية ترمز كلمة مواراه إلى (الإخفاء) بتغيير المعالم.

## تاريخه
يرجع أول استخدام سجل لتقنية الستيغانوغرافي إلى سنة 440 قبل الميلاد عندما ذكر هيرودوت مثالين في تاريخه. أرسل ديماريتوس (Demaratus) تحذيرا بشأن هجوم مقبل لليونانين عن طريق كتابته مباشرة على لوح خشبي ثم غطاه بغشاء من الشمع. كانت أقراص الشمع شائعة الاستعمال آنذاك باسم أسطح الكتابة القابلة لإعادة الاستخدام، وتستخدم في بعض الأحيان للكتابة المخفية. قدم يوهانس تريثموس في عمله "Polygraphiae" ما يسمى ب «شفرات-افي ماريا»، بوساطته يمكن أن تخفى المعلومات على شكل تراتيل صلوات.

أنموذج ستيغانوغرافي.

 الشكل المرفق أنموذج للستيغانوغرافي ومصطلحات مكوناته كما أقر في سنة 1996، ونشرته مؤسسة سبرنغر (springer) في ورقة علمية.
عبر التاريخ، كان هناك الكثير من الحروب بين الدول، والمعلومات دائما هي المفتاح لانتصار جيش على آخر. ولذلك، فإن الناس أخفت المعلومات بعدة أساليب.
قديما كان يتم حلق رأس الرسول ووشم رسالة أو صورة على رأس الرسل. بعد السماح له أن ينمو الشعر، وتكون الرسالة التي لم يتم كشفها حتى يكون حليق الرأس مرة أخرى.
شكل آخر من الكتابة المشتركة هو استخدام أحبار غير مرئية. وقد استخدمت هذه الأحبار مع الكثير من النجاح في الآونة الأخيرة مثل الحرب العالمية الثانية. فتكون هناك رسالة مختلفة جدا مكتوبة بين السطور. وتألفت في وقت الحرب العالمية الثانية عدد من أحبار غير مرئية. مصادر مشتركة للأحبار غير مرئية هي الحليب والخل وعصائر الفاكهة، والبول. كل هذه تغمق عند تسخينها.
مع تحسين التكنولوجيا وسهولة فيما يتعلق فك هذه الأحبار غير مرئية، وضعت أكثر تطورا الأحبار التي تتفاعل مع المواد الكيميائية المختلفة.
كما استخدمت الاصفار فارغة Null ciphers (رسائل غير مشفرة). مثال هذه الرسالة:
Fishing freshwater bends and saltwater

coasts rewards anyone feeling stressed. Resourceful anglers usually find masterful
leapers fun and admit swordfish rank
overwhelming anyday.
بأخذ الحرف الثالث في كل كلمة، يظهر الرسالة التالية:
Send Lawyers، Guns، and Money.

## أنواع الناقلات الرقمية
- ملفات: قد تكون مخفية في البيانات المساحة غير المستخدمة في رؤوس الملف.
- الصور: يمكن التلاعب خصائص الصور بما في ذلك على النقيض، الإنارة والألوان.
- الصوت: ويمكن في ملفات الصوت تدرج أصداء صغيرة أو تأخر طفيف أو إشارات خفية مع الأصوات العالي السعة.

ويمكن استخدام الطريقة التي يتحدث بها المتحدث كلغة ترميز رسالة مثل مؤقتا، نطق وتطهير الحلق.
ويمكن أيضا تقنيات الطيف انتشار استخدامها من خلال وضع إشارة صوتية على مدى عدد من الترددات المختلفة.
- وثائق: يمكن إخفاء المعلومات الواردة في الوثائق عن طريق التلاعب في مواقف خطوط أو الكلمات.

التشفير يغير محتوي الرسالة حيث لو اكتشفت لن يستطيع أحد تفسيرها ومعرفة فحواها ولكن إخفاء المعلومات هو فقط محاولة اخفاء وجود المعلومات ولكن لو اكتشفت سيتم الكشف عن المحتوي المعلومات. في بعض الأحيان الرسالة المشفرة تثير الريبة في حين أن الرسالة المخفية لا يشتبه فيها من الأصل.

## تقنيات

### تقنيات مادية
استخدم إخفاء المعلومات على نطاق واسع، في العصور التاريخية الحديثة وحتى يومنا هذا. ومن الأمثلة المعروفة:
- رسائل مخفية في أطباق الشمع،"wax tablet" - في العصور القديمة، كتب الناس الرسائل على الخشب ثم غطوها بطبقة من الشمع، كتب عليها رسالة غير مريبة.
- رسائل خفية على جسم الرسول - أستخدمت أيضا في اليونان القديمة. هيرودوت يحكي قصة رسالة وشم على رأس رجل حليق من عبيد هيستايوس "Histiaeus"، غطاها الشعر الذي نما فوقها بعد ذلك، وكشفت عند حلق الرأس مرة أخرى. الرسالة تتضمن تحذيرا إلى اليونانيين عن خطط الغزو الفارسي. هذا الأسلوب له عيوب واضحة، مثل تأخر النقل أثناء انتظار نمو شعر العبد، والقيود المفروضة على عدد وحجم الرسائل التي يمكن تشفيرها على فروة الرأس لشخص واحد.
- في الأيام الأولى للمطابع، كان من الشائع مزج المحارف (typefaces) المختلفة على الصفحة المطبوعة الواحدة. ويرجع ذلك إلى عدم وجود نسخ كافية من بعض الحروف للطابعة. ولذلك، يمكن أن تكتب رسالة مخفية باستخدام اثنين (أو أكثر) من المحارف مختلفة، مثل محرف من النوع العادي أو المائل.
- خلال الحرب العالمية الثانية، أرسلت المقاومة الفرنسية بعض الرسائل المكتوبة على ظهر سعاة باستخدام حبر خفي.
- رسائل مخفية في ورقة مكتوبة باستخدام حبر خفي، تحت رسائل أخرى أو على أجزاء فارغة من الرسائل الأخرى.
- رسائل مكتوبة بشفرة مورس بحياكة غزل ثم خيطت، القطعة المحاكة، في قطعة من الملابس التي يرتديها الساعي.

### تقنيات رقمية

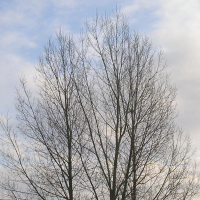
صورة شجرة مع صورة مخفية بداخلها بطريقة الستيغانوغرافي. أسترجعت الصورة المخفية بإزالة اثنين من بتات مكون اللون الأقل أهمية. الصورة المخفية معروضة في الأسفل.

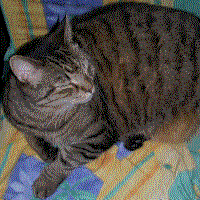
صورة لقطة مستخرجة من الصورة في أعلاه.

دخلت تقنيات إخفاء المعلومات الحديثة في سنة 1985 مع ظهور الحواسيب الشخصية، وجرى تطبيق مشاكل إخفاء المعلومات التقليدية عليها. إن التطور الذي أعقب ذلك كان بطيئا، ولكن منذ انطلاقها، تعاظم حجم برمجيات الستيغانوغرافي المتاحة.
- إخفاء الرسائل بتضمينها في البتات الأقل أهمية للصور المشوشة أو ملفات الصوت.
- إخفاء البيانات ضمن بيانات مشفرة أو ضمن بيانات عشوائية. تشفر البيانات التي يراد اخفاؤها، قبل استخدامها للكتابة فوق جزء من كتلة أكبر بكثير من البيانات المشفرة أو كتلة من البيانات العشوائية (الشفرات غير القابلة للكسر مثل لوحة المرة الواحدة لوحة المرة الواحدة تولد نصوص مشفرة، تبدو عشوائية تماما إذا كان المهاجم لا يملك المفتاح الخاص"private key").
- الإخفاء بتعديل الصدى في ملف الصوت.[10]
- الإخفاء الآمن في الإشارات الصوتية.[11]
- تضمين البيانات في أقسام مهملة من ملف، مثل بعد نهاية سطر مرئي لملف الناقل.
- جعل النص بنفس لون الخلفية في وثائق معالج الكلمات، ورسائل البريد الإلكتروني، والمشاركات في المنتدى.

إخفاء صورة (عبارة عن كلمة ويكيبيديا بالعربية) بملف صوتي وَكشفها عبرَ صورة طيفية:

### تقنيات شبكية
جميع تقنيات تبادل مقاطع المعلومات المخفية "steganogram" التي يمكن تبادلها في شبكات الاتصال السلكي واللاسلكي، تسمى بالاخفاء الشبكي "network steganography". أول استخدام لهذه التسمية كان من قبل «كريستوف شيبيورسكي»، "Krzysztof Szczypiorski "، سنة 2003. .
بالتقابل مع الأساليب التقليدية التي تستخدم الستيغانوغرافي الوسائط الرقمية (ملفات الصور والصوت والفيديو) كغطاء للبيانات المخفية، ستيغانوغرافي الشبكة يستخدم عناصر التحكم لبروتوكولات الاتصالات والوظائف الجوهرية الأساسية. ونتيجة لذلك، هذه الأساليب هي أصعب في الكشف عنها والقضاء عليها.
تنطوي أساليب ستيغانوغرافي الشبكة النموذجية على تعديل خصائص بروتوكول شبكة اتصال واحد. ويمكن تطبيق هذا التعديل إلى PDU (Protocol Data Unit)(وحدة بيانات البروتوكول).، للعلاقات بين وقت تبادل وحدات بيانات البروتوكول،  أو كلاهما (الأساليب الهجينة).
علاوة على ذلك، فمن الممكن الاستفادة من العلاقة بين اثنين أو أكثر من بروتوكولات الشبكة المختلفة لتمكين الاتصالات السرية. تقع هذه التطبيقات تحت مصطلح (inter-protocol steganography)ستيغانوغرافي البروتوكول- البيني. .
ستيغانوغرافي الشبكة يغطي طائفة واسعة من التقنيات، والتي تشمل، من بين أمور أخرى:
- ستيغانوغرافي - إخفاء الرسائل في محادثات (Voice-over-IP) (الصوت- على - بروتوكول الإنترنت).[20]
- ستيغانوغرافي الشبكات المحلية اللاسلكية WAN - بالاستفادة من الأساليب التي يمكن أن تمارس لنقل المقاطع المخفية (steganograms) في الشبكات اللاسلكية المحلية. والمثال العملي لاخفاء WLAN هو نظام (HICCUPS)(Hidden Communication System for Corrupted Networks) (نظام الاتصالات الخفية للشبكات التالفة).[21]

### تقنيات مطبوعة
خرج الستيغانوغرافي الرقمي قد يكون في شكل وثائق مطبوعة. قد تشفر رسالة،(نص صريح plaintext)، أولا، بالوسائل التقليدية، لإنتاج النص المشفر ciphertext. ثم، يتم تعديل غطاء غير مريب (covertext)بطريقة ما، لاحتواء النص المشفر، فينتج النص الحاوي للرسالة المخفية (stegotext).
النص المشفر الذي تنتجه أكثر وسائل إخفاء المعلومات الرقمية، ليست قابلة للطباعة. الأساليب الرقمية التقليدية تعتمد على احداث تغيير الضوضاء (noise)في الملف القناة لإخفاء الرسالة، على هذا النحو، يجب أن يرسل الملف إلى قناة المتلقي دون إحداث ضوضاء إضافية نتيجة الإرسال. الطباعة التي تنتج الكثير من الضوضاء في النص المشفر، تجعل الرسالة، عموما، غير قابلة للاسترداد. هناك تقنيات التي تتناول هذا القيد، مثال بارز هو (ASCII Art Steganography)(ستيغانو آسكي).

### النص الرقمي
يستخدم ستيغانوغرافي-يونيكود حروفا تشبه مجموعة ASCII المعتادة لتبدو طبيعية، في حين أنها تحمل بتات إضافية من المعلومات. إذا عرض النص بشكل صحيح، فلن يكون هناك فرق بصري عن النص العادي. ومع ذلك، بعض الأنظمة، قد تعرض الخطوط بشكل مختلف، وسيتم رصد المعلومات الاضافية بسهولة.
من جهة أخرى، الحروف المخفية (مثلا، حروف السيطرة)، الاستخدام المتكرر للعلامات (نوع الحروف الغامق، المسطر، والمائل)، يمكن أن تضيف معلومات خفية في متن النص، بدون أن تبدو واضحة بصريا عند عرضها، ولكن يمكن اكتشافها عند الاطلاع على شفرة مصدر الوثيقة.
يمكن أن تحتوي صفحات لغة رقم النص الفائق (HTML)، على تعليمات برمجية لمسافات فارغة (blank spaces) إضافية وعلامات التبويب في نهاية الأسطر، وكذلك ألوان مختلفة، والخطوط والأحجام، والتي لن تكون مرئية عند عرضها. وهناك مثال أكثر بساطة هو نص أبيض على خلفية بيضاء، والتي يمكن أن يكشف عنه بتحديده "selecting".
أحد هذه الأساليب يستند إلى استخدام حروف يونيكود غير الطباعية (non-printing)،الواصل صفر العرض، (ZWJ)(zero-width-joiner)، والفاصل صفر العرض،(ZWNJ) (zero-width non-joiner)، معا.
وتستخدم هذه الأحرف لوصل وفصل الحروف في اللغة العربية، ولكن يمكن استخدامها في الحروف الهجائية الرومانية لإخفاء المعلومات لأنها لا معنى لها في الأبجدية اللاتينية، ولأنها هي «صفرية العرض»، وبالتالي لا يتم عرضها. تضمين ZWJ في النص يمثل غطاء "1" وتضمين ZWNJ يمثل "0". يمكن استخدام مجموعات من الأحرف لتمثيل الأحرف A (ويعطيها الرمز "0"، وبالتالي يمثله ZWNJ) إلى Z (ويعطيها رمز "1011"، وبالتالي يمثله ZWJ، ZWNJ، ZWJ، ZWJ). يمكن إدراج هذه المجموعات بين كل حرف من النص الغطاء، وبالتالي تخفى رسالة.

### استخدام ألغازسودوكو

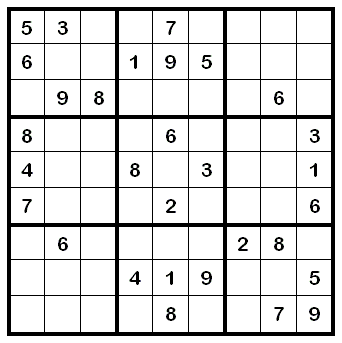
مثال على لعبة السودوكو

فن إخفاء البيانات في صورة باستخدام ألغاز سودوكو،"Sudoku puzzle"، والذي يستخدم كمفتاح لإخفاء البيانات داخل صورة. إخفاء المعلومات باستخدام الألغاز سودوكو يمتلك العديد من مفاتيح بقدر الحلول الممكنة للغز سودوكو، والذي هو 6.71 × 1021. وهذا يعادل حوالي 70 بت، مما يجعلها أقوى بكثير من طريقة DES الذي يستخدم مفتاح 56 بت. .

## مخططات أمن تضمين البيانات
مخططات أمن تضمين البيانات،"Data embedding security schemes". 

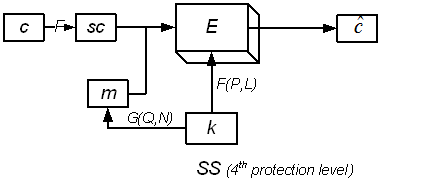
نظام ستيغانوغرافي - مخطط مستوى الحماية ألرابع

 في معظم الحالات، يؤسس اختيار خوارزمية التضمين على نتائج تحليل متانة قناة الستيغانوغرافي "channel robustness analysis ".

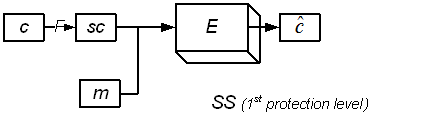
نظام ستيغانوغرافي - مخطط مستوى الحماية ألاول

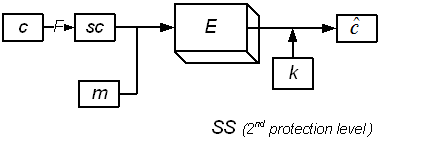
نظام ستيغانوغرافي - مخطط مستوى الحماية ألثاني

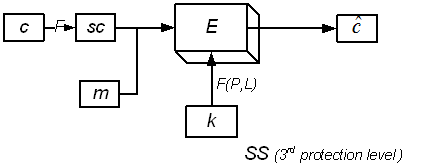
نظام ستيغانوغرافي - مخطط مستوى الحماية ألثالث

واحدة من المناطق التي تعمل على تحسين متانة الستيغانوغرافي هو استخدام مخطط مفتاحي،"key scheme "، لتضمين الرسائل. مختلف مخططات الستيغانوغرافي الرئيسية لديها مستويات مختلفة من الحماية. مصطلح «مخطط مفتاحي» يعني إجرائية توضح كيفية استخدام نظام ستيغانوغرافي مفتاحي،"key steganographic system "، على أساس نطاق استخدامه. عندما تتم زيادة متانة الستيغانوغرافي، ينخفض عرض النطاق الترددي، لنظام التضمين كله. وبالتالي فإن مهمة اختيار مخطط لتحقيق القيم المثلى للنظام الستيغانوغرافي ليست هينة.
يمكن تضمين الرسائل في النظام الستيغانوغرافي من دون استخدام مفتاح أو مع استخدام مفتاح. لتحسين متانة الستيغانوغرافي، يمكن استخدام مفتاح كخيار للتحقق. ويمكن أن يكون له تأثير على توزيع بتات من الرسالة داخل حاوية، وكذلك له تأثير على إجرائية تشكيل تسلسل البتات الرسالة المضمنة.
يتم تحديد المستوى الأول من الحماية عن طريق اختيار من خوارزمية التضمين فقط. قد يكون هذا الاختيار هو خوارزمية تعديل (البت الأقل أهمية)(LSB)(least significant bit)، أو خوارزميات تعديل خصائص الحاوية، المكانية-الزمانية،(spatial-temporal)، أو التردد. يتم تقديم المستوى الأول من الحماية في أي قناة ستيغانوغرافي. يمكن تمثيل نظام الستيغانوغرافي في هذه الحالة كما هو مبين في شكل  مخطط مستوى الحماية الأول. وتستخدم فيه الترميزات التالية:
c - ملف الحاوية؛
F - فضاء قناة الستيغانوغرافي (تردد أو / وسعة جزء الحاوية، المتاح للتعديل الستيغانوغرافي ونقل إشارات الرسالة)؛
SC - نظام الستيغانوغرافي؛
m - الرسالة المطلوب تضمينها؛
E - أسلوب التضمين؛
Ĉ - ملف الحاوية المعدل.
يتميز مستوى حماية النظام الستيغانوغرافي الثاني، فضلا عن جميع مستويات الحماية في المراتب العليا، باستخدام مفتاح (كلمة السر) خلال التعديل الستيغانوغرافي. مثال على مخطط مفتاح بسيط، الذي يوفر المستوى الثاني من الحماية، هو أن تكتب كلمة المرور غير المعدلة أو المعدلة، في أعلى أو أسفل الرسالة، أو توزيع علامة كلمة المرور على طول القناة الستيغانوغرافي. مثل مخططات المفتاح هذه لا تؤثر في توزيع الرسائل خلال الحاوية ولا تستخدم معالجة رسالة وفقا للمفتاح المعرف (انظر الشكل مخطط مستوى الحماية الثاني).يستخدم مثل هذا النوع من أنظمة الستيغانوغرافي في مهام ، على سبيل المثال، إضافة التوقيع الرقمي لإثبات حقوق الطبع والنشر. لن يتغير أداء تضمين البيانات بالمقارنة مع استخدام أسرع أسلوب من مستوى الحماية الأول.
قنوات البيانات الستيغانوغرافية التي تستخدم توزيع رسالة، يستند إلى مخططات مفتاح، خلال الحاوية، و/أو يعالج رسالة مضمنة لإخفاء البيانات هي أكثر أمنا. عندما يتم استخدام نظام مفتاح مستوى الحماية الثالث، فأنه يؤثر على توزيع الرسالة خلال الحاوية. (انظر الشكل مستوى الحماية الثالث) حيث:
(F(P، L - دالة توزيع لرسالة داخل حاوية;
P - الحد الأدنى لعدد العينات الحاوية اللازمة لتضمين عينة رسالة واحدة؛
 L - خطوة توزيع الرسالة داخل حاوية.
وفقا لذلك، فإن أداء معالجة الحاويات تكون أقل مما كانت عليه في حالة مخططات المفتاح الأول والثاني.
مع الأخذ بعين الاعتبار أن P ≥ L، أبسط تمثيل دالة (F (P، L يمكن أن تكون على النحو التالي:
F(P، L) = cycle*L + step*P،
حيث (cycle) دورة هو رقم المقطع الحالي  L ، وخطوة،(step) هو رقم عينة الرسالة المضمنة.
الفرق بين مخطط مستوى الحماية الرابع والثالث هو أنه، تستخدم وظيفتي توزيع رسالة في نظام الستيغانوغرافي، داخل حاوية.الأول مسؤول عن اختيار عينات رسالة وفقا لدالة ما، (G(Q، N، والوظيفة الثانية (F(P، L، مسؤولة عن اختيار موقع إخفاء عينة رسالة.
هنا Q - حجم كتلة الرسالة المطلوب إدراجها؛
 N - حجم (بالبت) من عينة واحدة من ملف الرسالة (انظر الشكل مخطط مستوى الحماية الرابع).
واستنادا إلى المناقشة الواردة أعلاه فمن الممكن تعريف جدول تصنيف مخططات الستيغانوغرافي المفتاحية:
| مستوى حماية النظام الستيغانوغرافي | استخدام خوارزمية الاخفاء | استخدام مفتاح (كلمة مرور) | تأثير المفتاح على توزيع بتات إشارة الرسالة لكل حاوية | تأثير المفتاح على اختيار بتات إشارة الرسالة والتوزيع لكل حاوية |
| --------------------------------- | ------------------------ | ------------------------- | ---------------------------------------------------- | -------------------------------------------------------------- |
| 1                                 | +                        | -                         | -                                                    | -                                                              |
| 2                                 | +                        | +                         | -                                                    | -                                                              |
| 3                                 | +                        | +                         | +                                                    | -                                                              |
| 4                                 | +                        | +                         | +                                                    | +                                                              |